# 헤네랄카레라현
헤네랄카레라현(스페인어: Provincia de General Carrera)은 칠레 아이센델헤네랄카를로스이바녜스델캄포 주를 구성하는 4개의 현 가운데 하나로 현도는 칠레치코이며 면적은 11,919.5km2, 인구는 6,835명(2012년 기준), 인구 밀도는 0.57명/km2이다.